# 실시

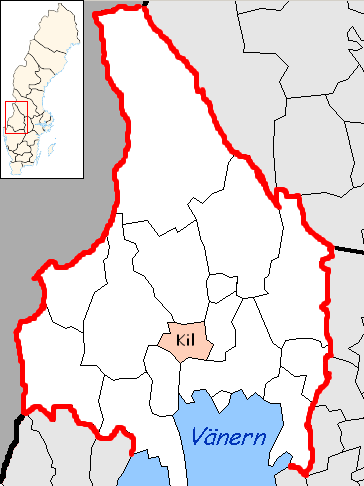
실 시의 위치

실시(스웨덴어: Kils kommun)는 스웨덴 베름란드주에 위치한 지방 자치체로 행정 중심지는 실이며 면적은 406.87km2, 인구는 11,800명(2016년 12월 31일 기준), 인구 밀도는 29명/km2이다.

시 문장